# Пичаевка (приток Кашмы)
Пичаевка (Таракса) — река в России, протекает по Тамбовской и Пензенской областям. Правый приток реки Кашма.

## География
Река Пичаевка берёт начало на территории Пензенской области к юго-западу от села Долгово. Течёт на юг по территории Пичаевского района Тамбовской области. Устье реки находится у села Пичаево в 61 км по правому берегу реки Кашма. Длина реки составляет 25 км.
Притоки Пичаевки: Песчанка и Печерка (левые).

## Данные водного реестра
По данным государственного водного реестра России относится к Окскому бассейновому округу, водохозяйственный участок реки — Цна от города Тамбов и до устья, речной подбассейн реки — Мокша. Речной бассейн реки — Ока.
Код объекта в государственном водном реестре — 09010200312110000029287.